# Tove Søby
Tove Søby (nacida como Tove Nielsen, Copenhague, 23 de enero de 1933) es una deportista danesa que compitió en piragüismo en la modalidad de aguas tranquilas.
Participó en los Juegos Olímpicos de Melbourne 1956, obteniendo una medalla de bronce en la prueba de K1 500 m. Ganó una medalla de bronce en el Campeonato Mundial de Piragüismo de 1954.

## Palmarés internacional
| Juegos Olímpicos   | Juegos Olímpicos      | Juegos Olímpicos  | Juegos Olímpicos |
| Año                | Lugar                 | Medalla           | Competición      |
| ------------------ | --------------------- | ----------------- | ---------------- |
| 1956               | Melbourne (Australia) | Medalla de bronce | K1 500 m         |
| Campeonato Mundial |                       |                   |                  |
| Año                | Lugar                 | Medalla           | Competición      |
| 1954               | Mâcon (Francia)       | Medalla de bronce | K1 500 m         |